# Lengfeld (Thüringen)
Lengfeld ist eine Gemeinde im Landkreis Hildburghausen im fränkisch geprägten Süden von Thüringen. Sie gehört der Verwaltungsgemeinschaft Feldstein an, die ihren  Sitz auf dem Gebiet der Stadt Themar hat.

## Geografie
Lengfeld, auf einer Höhe von 368 Metern über dem Meeresspiegel gelegen, befindet sich am Südhang des Thüringer Waldes im Weißbachtal. 245 Hektar des 664 Hektar umfassenden Gemeindegebiets sind mit Wald bedeckt. Auf der Gemarkung Lengfeld befindet sich der Basaltfelsen „Feldstein“. Dieser wurde in einem Wettbewerb von 2004 der Akademie der Geowissenschaften zu Hannover im Jahr 2006 mit 76 anderen Geotopen mit dem Prädikat „Nationaler Geotop“ ausgezeichnet und bekam vom Bundesministerium für Bildung und Forschung das Logo „planeterde“ verliehen.

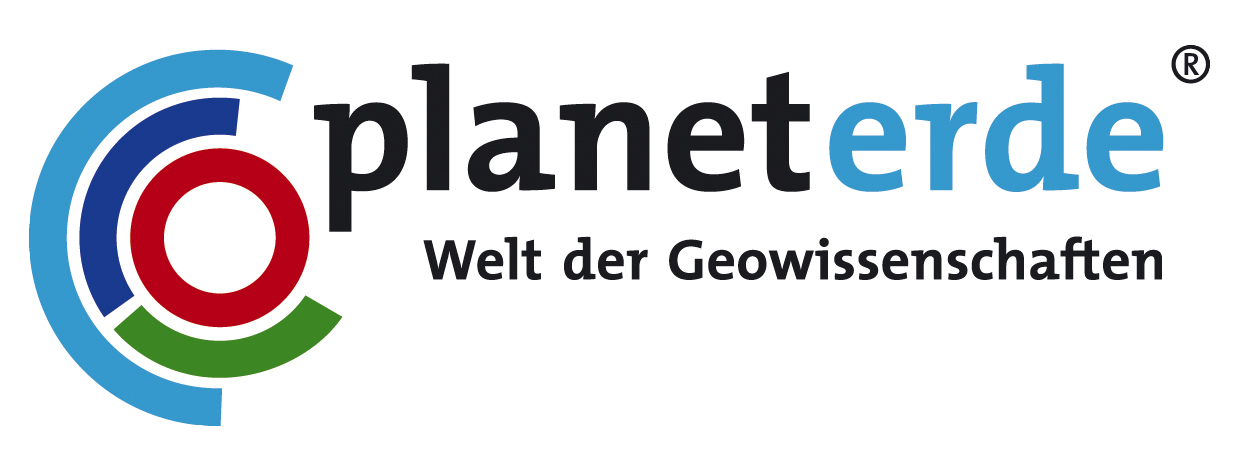
Logo planeterde

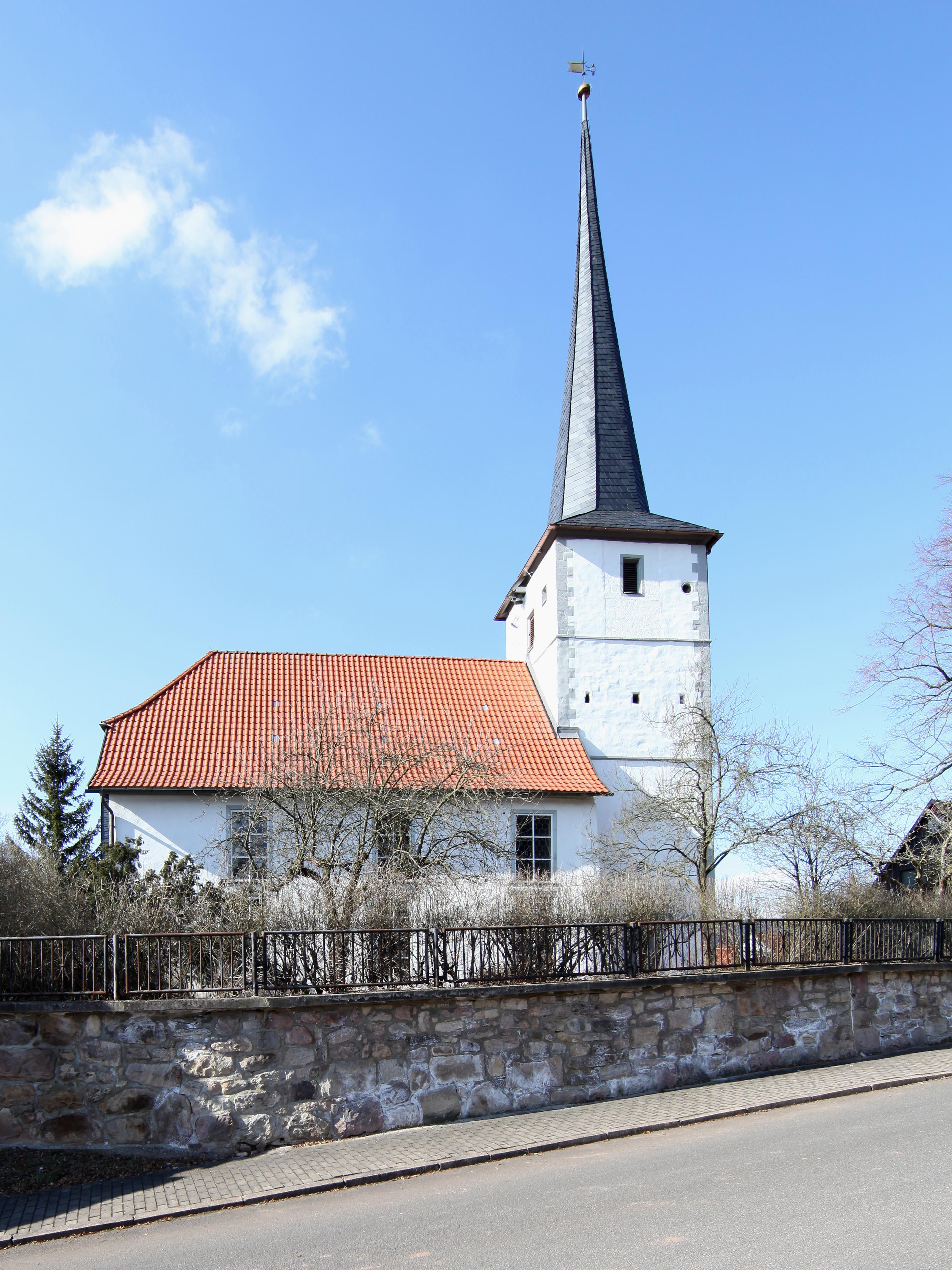
Evangelisch-Lutherische Kirche

## Einwohnerzahl und Infrastruktur
Die Gemeinde hat etwa 450 Einwohner und verfügt über rund 150 Wohnhäuser. In wenigen Kilometern Entfernung verlaufen die Bundesautobahnen A 71 und A 73 und die Bundesstraßen B 4, B 89 und B 247. Verkehrsinfrastrukturell direkt erschlossen ist die Gemeinde über die Landesstraßen L 2634 und L 2636. Der Schienenweg kann über den im rund vier Kilometer entfernt liegenden Themar vorhandenen Haltepunkt der Bahn genutzt werden.

## Geschichte
Lengfeld wurde erstmals 826 urkundlich erwähnt. Die heutige Kirche stammt aus dem 15. Jahrhundert und wurde später erweitert. Während der Zeit der Stammesherzogtümer lag der Ort im Herzogtum Franken. Herrschaftsmäßig gehörte der Ort im Amt Themar zunächst zur Grafschaft Henneberg, nach 1583 zu verschiedenen sächsischen Herzogtümern und von 1826 bis 1918 zum Herzogtum Sachsen-Meiningen. 1920 kam er zum Land Thüringen.

## Politik
Der Rat der Gemeinde Lengfeld besteht aus 6 Ratsfrauen und Ratsherren. Seit der Gemeinderatswahl am 26. Mai 2019 hat er folgende Zusammensetzung:
- Freie Wählergemeinschaft Lengfeld: 4 Sitze
- Freiwillige Feuerwehr Lengfeld: 2 Sitze

## Persönlichkeiten
- Hans-Joachim Eckstein (1931–2022), Metallurg und Hochschullehrer